# أوليفيا
أوليفيا تيريسا لونجوتت (بالإنجليزية: Olivia Theresa Longott)‏، مواليد 15 فبراير 1981 المعروفة باسم اوليفيا مهنيا، هي مغنية أمريكية. والدتها الجامايكية / الأمريكيين وكان والدها كوبي. أحد أعضاء فرقة جي يونت
من أغانيها: كاندي شوب مع المغني 50 سنت.

## روابط خارجية
- أوليفيا على موقع IMDb (الإنجليزية)
- أوليفيا على موقع ميوزك برينز (الإنجليزية)
- أوليفيا على موقع أول ميوزيك (الإنجليزية)
- أوليفيا على موقع ديسكوغز (الإنجليزية)
- أوليفيا على موقع قاعدة بيانات الفيلم (الإنجليزية)